# Electrolux
AB Electrolux (thường được biết đến với tên Electrolux) là một công ty sản xuất đồ gia dụng đa quốc gia Thụy Điển có trụ sở tại Stockholm, Thụy Điển. Tại thời điểm năm 2010 là công ty lớn thứ hai thế giới về thiết bị gia dụng trên thế giới tính theo thị phần (sau Whirlpool).. sản phẩm bán dưới nhiều tên thương hiệu riêng của mình và chủ yếu là thiết bị chính và máy hút bụi. Công ty này cũng làm cho các thiết bị chuyên dụng.
Tạp chí Forbes cho biết Electrolux là một trong 5 công ty hàng đầu trong hàng hóa tiêu dùng lâu bền, trên toàn thế giới, và bầu chọn nó vào danh sách của 130 Global High Performers trong năm 2010.
Electrolux là một công ty niêm yết sơ cấp trên Sở giao dịch chứng khoán Stockholm và là một thành phần của chỉ số OMX 30 Stockholm. Nó được niêm yết thứ cấp trên NASDAQ.

## Lịch sử
Nguồn gốc của Electrolux có từ một thỏa thuận hợp tác năm 1918 giữa công ty bán hàng Svenska Elektron AB và công ty sản xuất đèn karosene Lux AB.

### Công ty bán hàng trở thành công ty chế tạo
Năm 1919, một công ty con Svenska Elektron AB, ElektromekanisKa AB, đã trở thành Elektrolux. (cách viết tên đã được thay đổi thành Electrolux trong năm 1957) ban đầu bán máy hút bụi thương hiệu Lux ở nhiều nước châu Âu.
Đến năm 1925, công ty bổ sung sản phẩm tủ lạnh hấp thụ dòng sản phẩm của mình và các thiết bị khác ngay sau đó: máy giặt vào năm 1951, máy rửa chén vào năm 1959, thiết bị phục vụ thực phẩm vào năm 1962.

### Sáp nhập và mua lại
Công ty đã thường xuyên mở rộng thông qua sáp nhập và mua lại.
Trong khi Electrolux đã mua một số công ty trước những năm 1960, thập kỷ đã chứng kiến sự khởi đầu của một làn sóng mới của hoạt động M & A. Công ty đã mua ElektroHelios, Elektra Na Uy, Đan Mạch Atlas, Slev Phần Lan, và Flymo, et al., Trong chín năm từ 1960 đến 1969. Kiểu tăng trưởng này tiếp tục thông qua những năm 1990, với việc Electrolux mua nhiều công ty, gồm Husqvarna.